# Anoxynops aldrichi
Anoxynops aldrichi är en tvåvingeart som först beskrevs av Charles Howard Curran 1926.  Anoxynops aldrichi ingår i släktet Anoxynops och familjen parasitflugor. Inga underarter finns listade i Catalogue of Life.